# Lithostege angelicata
Lithostege angelicata là một loài bướm đêm trong họ Geometridae.